# Хоботникови
Хоботниковите (Curculionidae) са семейство бръмбари, включващо повече от 50 000 описани вида в над 4 600 рода.

## Описание
Тези бръмбари имат дълги хоботи и антени. Съществува значително разнообразие по отношение на формата и размерите им. Дължината на възрастните варира от 1 до 40 mm.

## Класификация
Семейство Хоботникови
- Подсемейство Bagoinae
- Подсемейство Baridinae
- Подсемейство Brachycerinae
- Подсемейство Conoderinae
- Подсемейство Cossoninae
- Подсемейство Cryptorhynchinae
- Подсемейство Curculioninae
- Подсемейство Cyclominae
- Подсемейство Dryophthorinae
- Подсемейство Entiminae
- Подсемейство Hyperinae
- Подсемейство Lixinae
- Подсемейство Mesoptiliinae
- Подсемейство Molytinae
- Подсемейство Orobitidinae
- Подсемейство Platypodinae
- Подсемейство Raymondionyminae
- Подсемейство Scolytinae
- Подсемейство Xiphaspidinae